# 摩訶摩謌モノモノシー
『摩訶摩謌モノモノシー』（まかまかモノモノシー）は、sasakure.UKのミニ・アルバム。2014年12月17日にU/M/A/Aから発売された。
自身が考案したストーリーをもとに、 作中の登場人物や出来事をモチーフとした楽曲の数々を音で綴ったミニアルバム。VOCALOIDのMegpoidやIA -ARIA ON THE PLANETES-、UTAUの重音テト、ヴォーカリストのlasahなど、多彩なボーカルを起用している。ジャケットのイラストは佐藤おどりが、ブックレットのイラストはにほへが担当している。

## 収録曲
全作詞・作曲・編曲：sasakure.UK
CD
1. ア（マ）ヤカシ・ダイアリィ feat. ピリオ
2. 君が居なくなった日
3. トドノツマリ様 feat. lasah
4. tig-hug feat. GUMI
5. ネコソギマターバップ feat. 重音テト
6. 回ル想ヒ
7. ポンコツザワールド feat. IA
8. sorekara

## 演奏
- sasakure.UK：Synthesizer & Electronics (#1-8)
- ピリオ：Vocal (#1)
- lasah：Vocal (#3)
- GUMI：Vocal (#4)
- 重音テト：Vocal (#5)
- IA：Vocal (#7)

## あらすじ
舞台は、とある町のとある中学校。
ぱっとしない毎日を過ごし、人生を悲観していたケイ少年が、その日あった嫌な出来事をすべて空想の妖怪の仕業にし、鬱憤を晴らすかのように書き溜めていた一冊のノート。すべてはそこから始まった―。古から畏怖とともに各地で語り継がれる異形の存在「妖禍子(アヤカシ)」。生徒たちの間でまことしやかに流布していた噂、裏山の朽ちた神社に住む謎の神様「トドノツマリ様」。
あんなに嫌だったいつも通りの日常が、少しずつ知らない何かに変貌してゆく。